# Jelena Alekszandrovna Oszipova
Jelena Alekszandrovna Oszipova, oroszul: Елена Александровна Осипова (Petropavlovszk-Kamcsatszkij, 1993. május 22. –) olimpiai és világbajnoki ezüstérmes, Európa-bajnok orosz íjász.

## Pályafutása
2021-ben a tokiói olimpián ezüstérmet szerzett női egyéniben és csapatban. Ugyan ebben az évben az olimpia előtt az antalyai Európa-bajnokságon két aranyérmet nyert női és vegyes csapatban, majd szeptemberben a yanktoni világbajnokságon vegyes csapatban ezüstérmes lett társaival.

## Sikerei, díjai
- Olimpiai játékok
  - ezüstérmes (2): 2021, Tokió (női egyéni és csapat)
- Világbajnokság – vegyes csapat
  - ezüstérmes: 2021
- Európa-bajnokság
  - aranyérmes (2): 2021 (női és vegyes csapat)